# МБАЛ „Надежда“
МБАЛ „Надежда“ – болница за женско здраве е частно лечебно заведение в България. Открита е през 2013 г.
Болницата е разположена в София на ул. Блага вест №3.

## Структура
В МБАЛ „Надежда“ има следните
отделения:
- Ин витро център „Надежда“
- Отделения и клиники:
  - Гинекология и патологична бременност
  - Послеродова клиника
  - Неонатология
  - Образна диагностика
  - Хирургия
  - Медицинска онкология
  - Отделение по анестезиология и интензивно лечение
  - Звено Пренатална диагностика и терапия
- Кабинети за прегледи и консултации
  - Кабинет Фетална ехокардиография
  - Педиатричен кабинет
  - Кабинет детска гастроентерология
  - Кабинет Детска ортопедия
  - Кабинет Вътрешни болести
  - Кабинет Медицинска онкология
  - Кабинет Хирургия
  - Кабинет Клинична хематология
  - Кабинет Генетика
  - Кабинет Онкодерматология
  - Кабинет Кардиология
  - Кабинет Ендокринология
  - Кабинет Ангиология
  - Кабинет Урология
  - Кабинет Дерматология
  - Кабинет Диетология
  - Кабинет Акупунктура
- Лаборатории
  - Клинична лаборатория
  - Имунологична лаборатория
  - Генетична лаборатория
  - Андрологична лаборатория
  - Ембриологична лаборатория
  - Патохистологична лаборатория
  - Вирусологична лаборатория
  - Микробиологична лаборатория
- Болнична аптека

## Прием
В МБАЛ „Надежда“ пациентите могат да постъпят планово  или спешно .